# Blaqk Audio
Blaqk Audio — группа жанра электронной музыки, созданная текущими членами AFI - Дэйви Хэвоком и Джейд Пьюджет, и выпускающая свои записи под лейблом Interscope Records. Дебютный альбом Blaqk Audio «CexCells» был выпущен 14 августа 2007 года и занял 18 позицию в рейтинге Billboard 200.

## История коллектива

### Настоящее время
Сейчас снимается клип на одну из песен альбома Bright Black Heaven.
14 ноября Пьюджет в блоге на MySpace сообщил, что у Blaqk Audio имеется более 40 композиций на разных стадиях готовности.
12 января 2008 Пьюджет изложил в сообщениях блога Myspace, что он залил новую песню, озаглавленную «The Ligature» в раздел Blaqk Audio Myspace.
"I posted a new piece I did called the Ligature. I took a loop of Davey's vocals, chopped and processed them, and then created a kind of breakbeat track with it. An example of me nerding out with my computer. Enjoy!

Jade"
Две инструментальные версии композиций Blaqk Audio «Between Breaths» и «The Love Letter» были использованы в трейлерах и на официальном веб-сайте фильма «Глаз» 2008 года. В качестве ответа на слухи, в блоге Puget предложил возможность публичного выпуска всех композиций «CexCells» в инструментальной форме.
Хотя участники группы Дэйви Хэвок и Джейд Пьюджет дорабатывали готовящийся восьмой альбом AFI, Jade признал, что больше музыки пишется и для Blaqk Audio.
Jade для группы Tokio Hotel сделал ремикс их песни «Ready, Set, Go», ремикс назвали «Ready, Set, Go! (AFI/Blaqk Audio Remix)» и его можно найти на CD «Scream America!».
В настоящее время ожидается выход нового альбома Bright Black Heaven (2011)

## Жанр
Blaqk Audio образует свой собственный, включая в него различные жанры электронной музыки, которые могут быть охарактеризованы как альтернативный рок, электропоп, синти-поп, Futurepop, Техно, EBM, индастриал и Дарквейв

## Дискография

### Студийные альбомы
| Дата выхода      | Название                | Лейбл                     | U.S. Billboard 200 | Продано в США |
| ---------------- | ----------------------- | ------------------------- | ------------------ | ------------- |
| 14 августа 2007  | CexCells                | Interscope Records        | 18                 | 50,000        |
| 11 сентября 2012 | Bright Black Heaven     | Superball, Big Death      | 43                 |               |
| 15 апреля 2016   | Material                | Blaqknoise/Kobalt Records |                    |               |
| 15 марта 2019    | Only Things We Love     | Kobalt                    |                    |               |
| 21 августа 2020  | Beneath the Black Palms | BMG                       |                    |               |
| 16 сентября 2022 | Trop d’amour            |                           |                    |               |

### Синглы
| Год  | Название        | U.S. Hot 100 | U.S. Modern Rock | U.S. Dance Club Play | UK Singles Chart | Альбом              |
| ---- | --------------- | ------------ | ---------------- | -------------------- | ---------------- | ------------------- |
| 2007 | "Stiff Kittens" | -            | 20               | 38                   | -                | CexCells            |
| 2012 | "Faith Healer"  |              |                  |                      |                  | Bright Black Heaven |
| 2016 | "Anointed"      |              |                  |                      |                  | Material            |
| 2016 | "First To Love" |              |                  |                      |                  | Material            |
| 2019 | "The Viles"     |              |                  |                      |                  | Only Things We Love |
| 2022 | "Blue Cherry"   |              |                  |                      |                  | Trop d’amour        |
| 2022 | "Cowboy Nights" |              |                  |                      |                  | Trop d’amour        |

## Компиляции
- Industrial Attack Vol.1 (2008), – Mute
- Industrial Attack Vol.2 (2008), – Snuff On Digital
- Underworld: Rise of the Lycans Soundtrack (2009), – Stiff Kittens (Jnrsnchz Blaqkout Remix)